# Ulmann von Radeberg

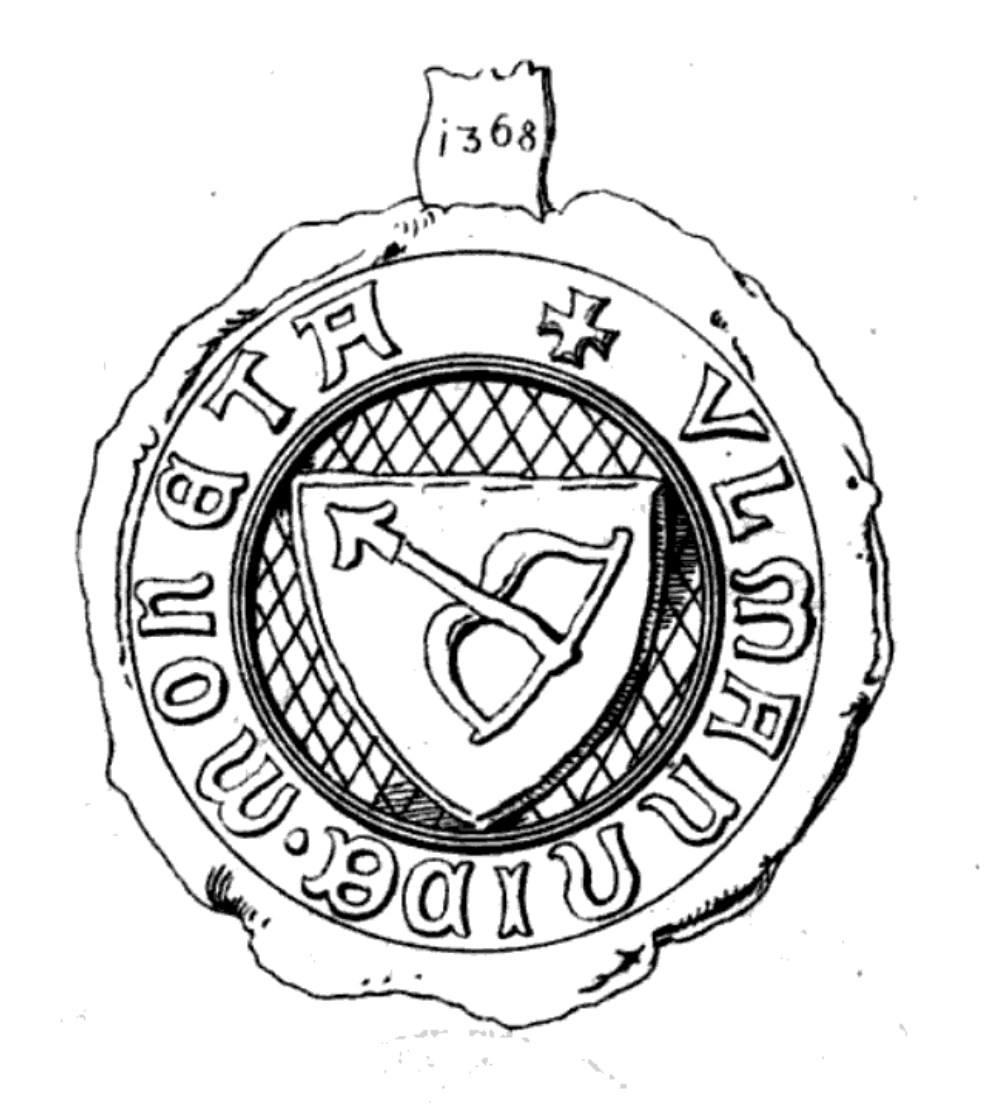
Siegel des Ulmann de Moneta, abgebildet bei Leonhard Dorst.

Ulmann von Radeberg, auch Ulmann/Ullmann von/aus der Münze (* um 1300 in Görlitz; † spätestens 1383) war ein „im ganzen Lande hochangesehene[r]“ Bürgermeister von Görlitz, Konsul, Landvogt der Oberlausitz, Besitzer mehrerer Höfe, Pfleger und Verweser von Görlitz und Bautzen.

## Herkunft und Familie
Ulmann entstammte dem Geschlecht derer von Radeberg.
Im zweiten Band der Lausitzischen Monatsschrift (1791) ist Apetz (Albrecht) von Radeberg der Vater Ulmanns. Diese Ausgangslage aber wird bei Hermann Knothe (1879) als fehlerhaft bemerkt. Der Albrecht, der zu diesem Missverständnis führte, war Ulmanns Onkel.
Tatsächlich war Heinrich von Radeberg Ulmanns Vater. Er besaß als Lehen der Brüder Heinrich und Witego von Kamenz den Durchzoll zu Görlitz. Er starb vor 1315.
Ulmann hatte aber auch einen Großvater Albrecht von Radeberg. Dieser Albrecht war 1296–1297 Bürgermeister von Görlitz und von 1301 bis 1308 Brandenburgischer Münzmeister. Nach einer anderen Angabe wurde er bereits 1305 als Münzmeister von Heinrich von Salza abgelöst. Albrecht nannte sich auch Münzmeister, als er das Münzamt nicht mehr innehatte und so nannte sich die ganze Familie „von der Münze“ oder „aus der Münze“, nach dem Namen des Hauses („die Münze“), wo er einst das Münzamt ausübte. Der eigentliche Familienname Albrechts aber war „von Radeberg“ („… Apezconis dicti de Radeberg quondam monetarii“).
Martin von Radeberg war Albrechts Bruder und sei als Bürgermeister von Görlitz im Jahr 1327 bezeichnet worden. Dieses Jahr habe Martin, nach Hermann Knothes Schlussfolgerung, aber nicht mehr erlebt, woraus er das vermeintliche Bürgermeisterjahr Martins für eine Fehlangabe hält. Im Lausitzischen Magazin 11 (1778) wurde Martin allerdings nur als Görlitzer Bürgermeister bezeichnet, der bis 1327 lebte.
Albrechts Sohn Peter („aus der Münze“; † 1344) aber war ohne Zweifel im Jahr 1332 Bürgermeister von Görlitz.
Ulmann hatte mehrere Geschwister: Gunzelin (Skabinus; erbte 1314 den „Durchzoll zu Görlitz“; 1326: ⚭ Elisabeth; † nach 1332), Nikolaus, Peter und Johann (alle geboren vor 1315).

## Leben
Ulmann „lebt[e] in den Jahren 1315 bis 1383“. Im Jahr 1315 lebten auch schon seine Geschwister Gunzelin, Nicol, Peter und Johann. Als Ulmanns Geburtsjahr wird ein Jahr um 1300 angenommen. Vor 1338 heiratete er seine erste Gattin Jutta. In diesem Jahr aber heiratete er in zweiter Ehe  Margaretha von Salza, Schwester Johanns von Salza.
Er besaß „eine Menge Höfe in Görlitz“, darunter auch „die Münze“, wo sein Vater seinerzeit das Münzamt betrieben hatte. Erstmals Bürgermeister von Görlitz war er im Jahr 1344 und dann wieder in den Jahren 1348, 1350, 1352, 1359. Schöppe war er bereits 1343, 1346, 1349, 1351, 1353, 1355, 1356 und 1361. 1363 wurde er durch Karl IV. zum Verweser und Pfleger des Landvogts von Görlitz und Bautzen ernannt und bewohnte seit dem den Voigtshof zu Görlitz, den auch seine Nachfolger bewohnten. Görlitzer Bürgermeister war er 1364 und 1365 erneut. Landvogt der Oberlausitz aber war er wohl nur im Jahr 1368 gewesen.
Im Februar 1369 spielte er eine Rolle bei einem versuchtem Aufstand der Handwerker in Görlitz, als 500 bis 600 Görlitzer zum Rathaus zogen und der Rat daraufhin flüchtete. Ulmann stellte sich ihnen und handelte ein Treffen der Aufständischen mit dem Rat aus. Zwar erschienen sie, entgegen der Abmachung, mit größeren Waffen, doch der Rat konnte die Forderung der Handwerker argumentiert ablehnen, womit dem Aufstand widerstanden wurde.
Ulmann hatte dreizehn Kinder: Johann Ulmann, Martin, Gunzel, Ulmann der mittelste, Peter, Mathias, Ulmann der junge, Bartholomäus, Elsa, Katharina, Czyna, Agneta und Margaretha.
Er verstarb wohl um das Jahr 1383, was nach Hermann Knothe nur Ulmanns letztmögliches Lebensjahr und nach dem Lausitzischen Magazin nur eine ungefähre Angabe ist.